# 夔 (乐官)
夔，舜帝时期的乐官。
舜帝用音乐教化天下，便任命夔为典乐，帝曰：“夔！命汝典樂，教冑子，直而溫，寬而栗，剛而無虐，簡而無傲。詩言志，歌永言，聲依永，律和聲。八音克諧，無相奪倫，神人以和。”夔“正六律，和五声，以通八风，而天下大服”，夔多种乐器的合奏使人与神都感到愉悦，连百兽也随之起舞。舜十分认可夔的能力，认为“夔一足”，即像夔这种乐官一个就足够。“夔一足”常被后人误解为夔只有一只脚，相传起源于舜帝两位臣子夔与龙的夔龙纹是商周青铜器上的常见纹饰，形似只有一足的龙。